# Пісковикова скеля
Пісковико́ва ске́ля (також піщаникова, піщанська) — геологічна пам'ятка природи місцевого значення в Інгулецькому районі Кривого Рогу (Дніпропетровська область). 
Площа 1 га. Оголошена об'єктом природно-заповідного фонду рішенням виконкому Дніпропетровської обласної ради від 22 червня 1972 №391.

## Загальні відомості
Створена у 1972 році поблизу підстанції ПівдГЗК, на лівому березі річки Інгулець, у районі кар'єру ПівдГЗК, поряд із побуткомбінатом рудоуправління.

## Характеристика
Вихід на земну поверхню аркозових пісковиків та конгломератів нижньої і середньої свит криворізького серіалу порід. Їхня горизонтальна потужність коливається від 100 до 200 метрів. Загальна площа території з виходами породи становить до 10 гектарів. Охороняється ділянка виходів поряд із підвісним мостом до 30 на 40 метрів. 
Кут нахилу верхньої частини становить приблизно 54°, а основної — до 83—90°. Загальний напрямок виходів: північний захід-південь, південний схід. 
Поряд із пам'яткою розміщені споруди промислового майданчика з великою кількістю антропічного матеріалу, сміття. Поблизу пам'ятки розміщені залишки конструкцій басейну для стічних вод та конструкції водоскиду, що перебувають у зруйнованому стані.

## Рослинний світ
Серед рослинного покриву переважає трав'яний ярус, менше чагарники. Серед дерев є штучні насадження та поодинокі фруктові дерева. Береги річки поросли очеретом. Зростають такі дерева: клен ясенолистий, тополі біла, груша звичайна, в'яз корковий; чагарники: глід український, шипшина. 
У трав'янистому ярусі відмічені такі рослини: полин австрійський, полин гіркий, жабник польовий, чебрець звичайний, ряст порожнистий, спориш звичайний, самосил гайовий, волошка російська, пирій повзучий, типчак, тонконіг, чистець весняний, проліска дволиста, зірочки жовті. Виходи породи місцями поросли мохами та лишайниками. 
Має наукове значення.

## Галерея

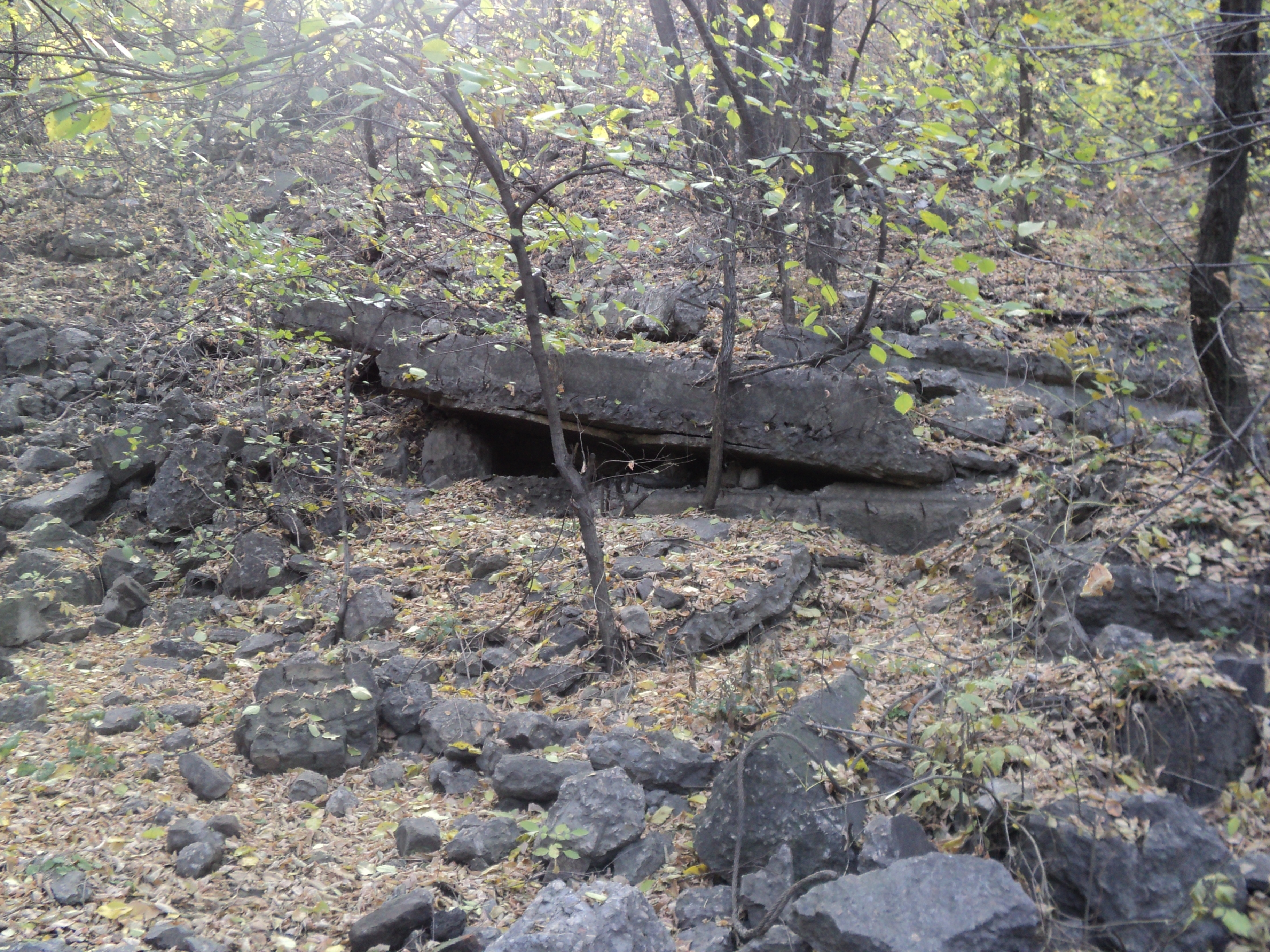
Грот
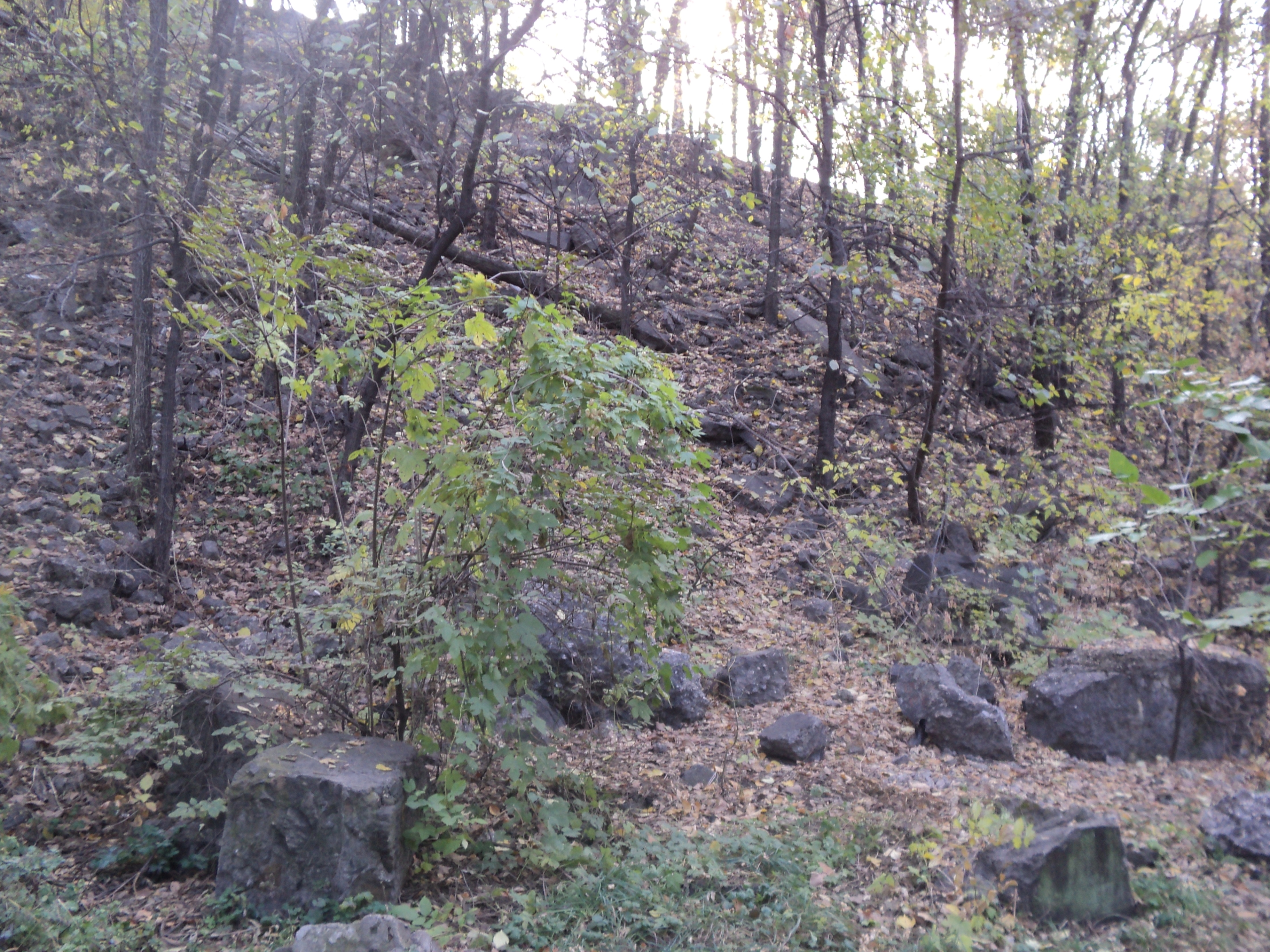
Схил
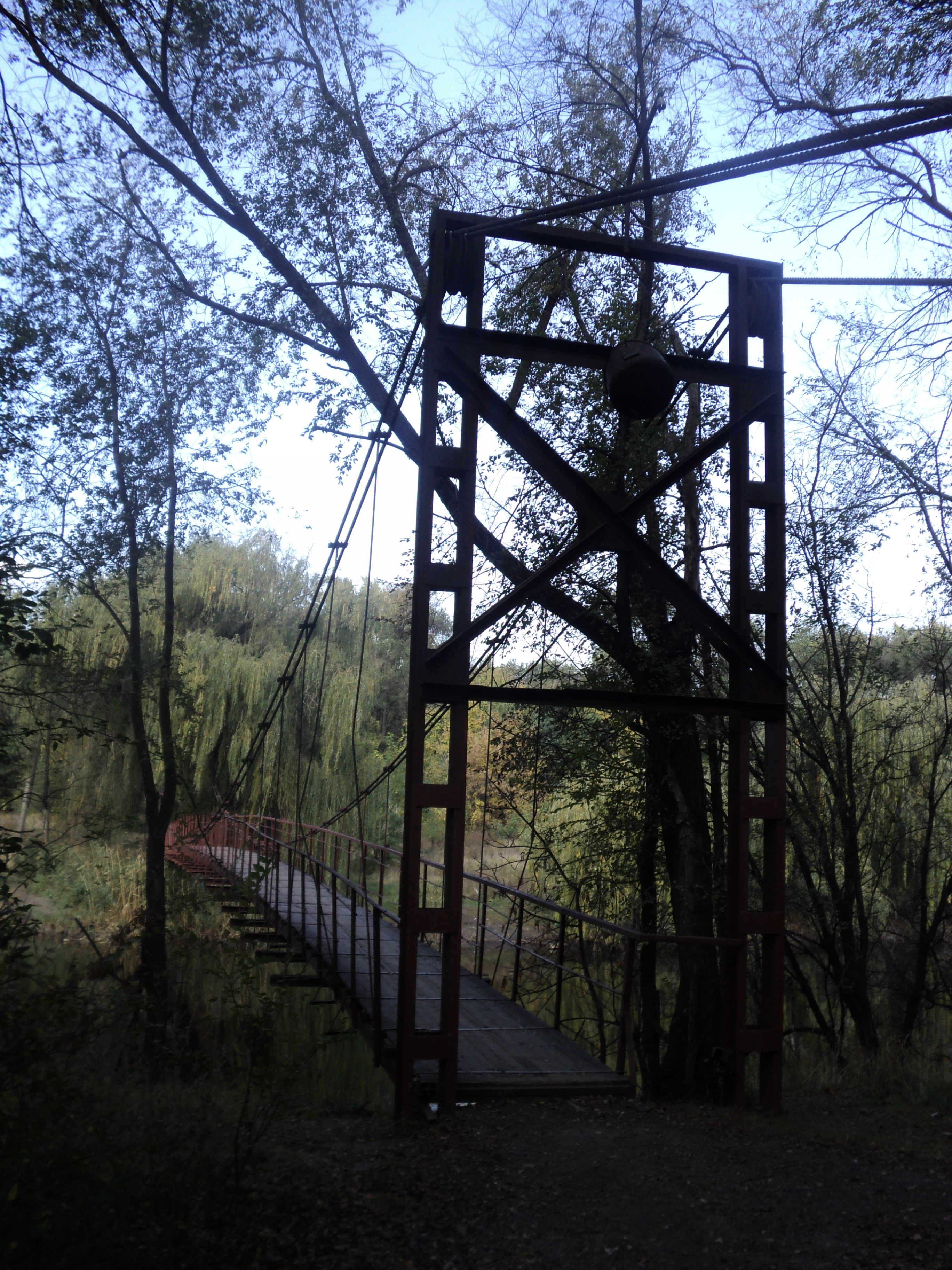
Підвісний міст
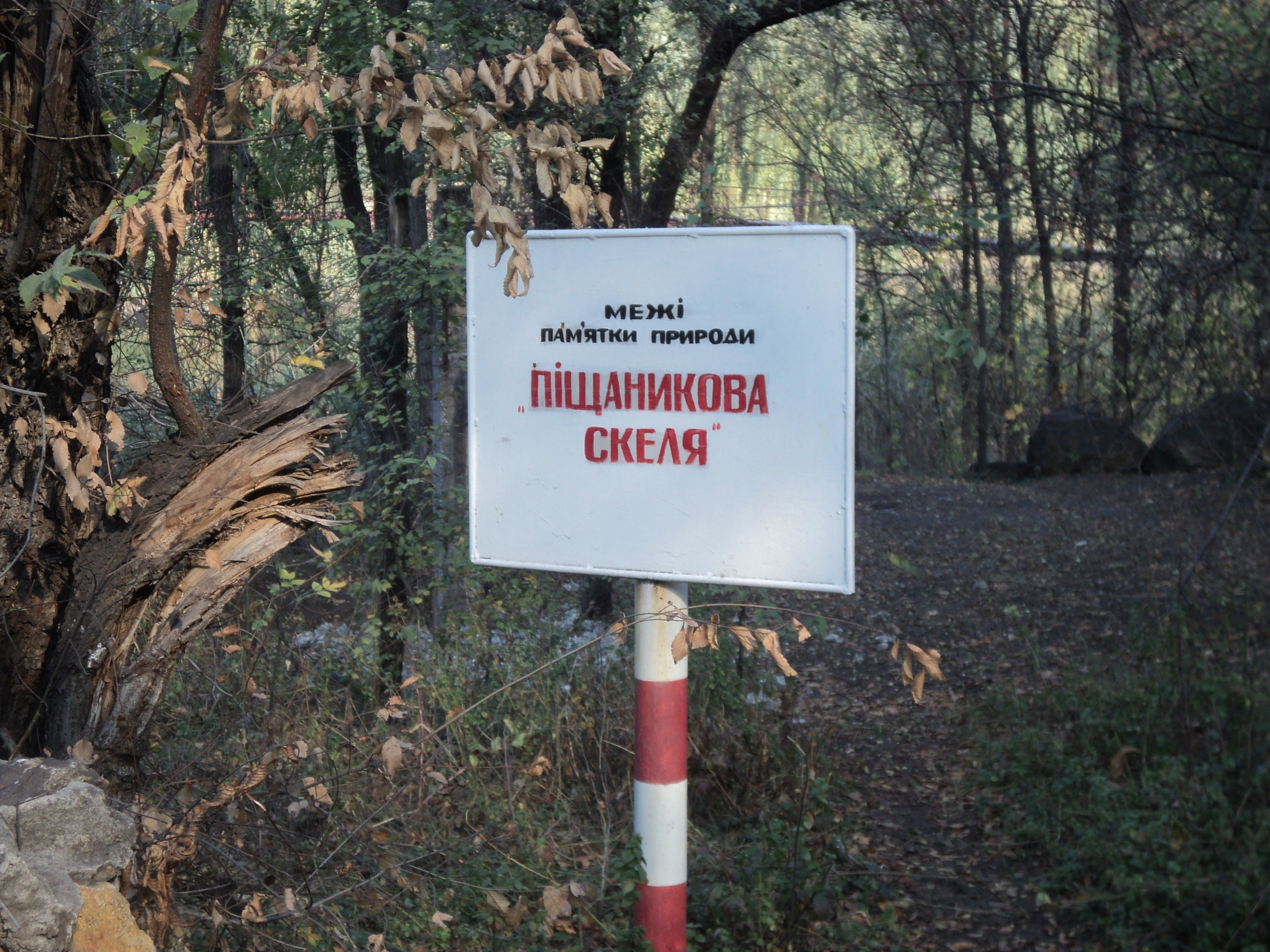
Попереджувальний знак